# Pablo Carlevaro
Pablo Virgilio Carlevaro Bottero (Montevideo, 25 de  diciembre de 1927 - Ib., 31 de octubre de 2015) fue un médico y autor uruguayo. 
Participó en la Federación de Estudiantes Universitarios del Uruguay (FEUU). En 1958 se convirtió en profesor de biofísica y medicina. Fue elegido decano de la Facultad de Medicina de la Universidad de la República (UdelaR) en 1969, cargo que ocupó hasta 1973 (fecha en que fue destituido por la dictadura militar) y luego a la vuelta de la democracia, de 1985 a 1992. Durante la dictadura cívico-militar en Uruguay pasó doce años en el exilio. Después de haber trabajado en Perú, Cuba y México, regresó a Uruguay al final del régimen autoritario y trabajó hasta su retiro en 1993 en la Universidad de la República. Fue el fundador del Proyecto Apex-Cerro.
Jugó un papel importante en el establecimiento de la Universidad de la República y fue honrado en 2014 con un doctorado honorario de la UdelaR.